# Kloster Oseira
Kloster Oseira (Monasterio de Santa María a Real de Oseira; span. Santa Maria la Real de Osera; lat. Abbatia B. M. de Ursaria) ist eine Zisterzienser-Abtei der Trappisten etwa 35 km nordwestlich von Ourense (Orense) in der Gemeinde San Cristovo de Cea  in Spaniens autonomer Region Galicien.

## Geschichte
Das im Jahre 1137 auf einem 1131 von Alfons VII. von León und Kastilien für Eremiten bereitgestellten Gelände von den Mönchen García, Diego, Juan und Pedro gegründete Kloster gilt als direktes Filialkloster des Klosters Clairvaux (es wird allerdings auch die Auffassung vertreten, dass es der Filiation des Klosters Cîteaux angehört). Es schloss sich 1141 dem Zisterzienserorden an. 1144 trat der in Köln geborene Heilige Wardo (Famiano) in das Kloster ein. Mit Hilfe des Abtes Don Fernando Yáñez wurde das durch den Überfall von Mauren im Jahr 1195 stark dezimierte Kloster Alcobaça, die letzte Klostergründung von Bernhard von Clairvaux im Jahr 1153 vor seinem Tod, wiederbelebt. Der Abt Lorenzo (1205 bis 1233) wurde Abt von Clairvaux. Oseira gilt als Mutterkloster von Kloster Júnias in Portugal (1248), das es aber wohl nie zum Rang einer Abtei brachte. 1513 fiel das Kloster in Kommende, trat aber 1545 der kastilischen Zisterzienserkongregation bei und erholte sich wieder. 1552 traf es ein Großbrand. Auf Initiative des Abts Fray Marcos del Barrio wurde es wieder aufgebaut. Im Jahr 1835 verließen die Mönche im Zug der Klosteraufhebung durch die Regierung Mendizábal das Kloster. Im Jahr 1929 wurde das Kloster von Trappisten aus Nôtre-Dame-des Neiges wieder besetzt. Diese haben das teilweise verfallene Kloster wieder aufgebaut.

## Bauten und Anlage

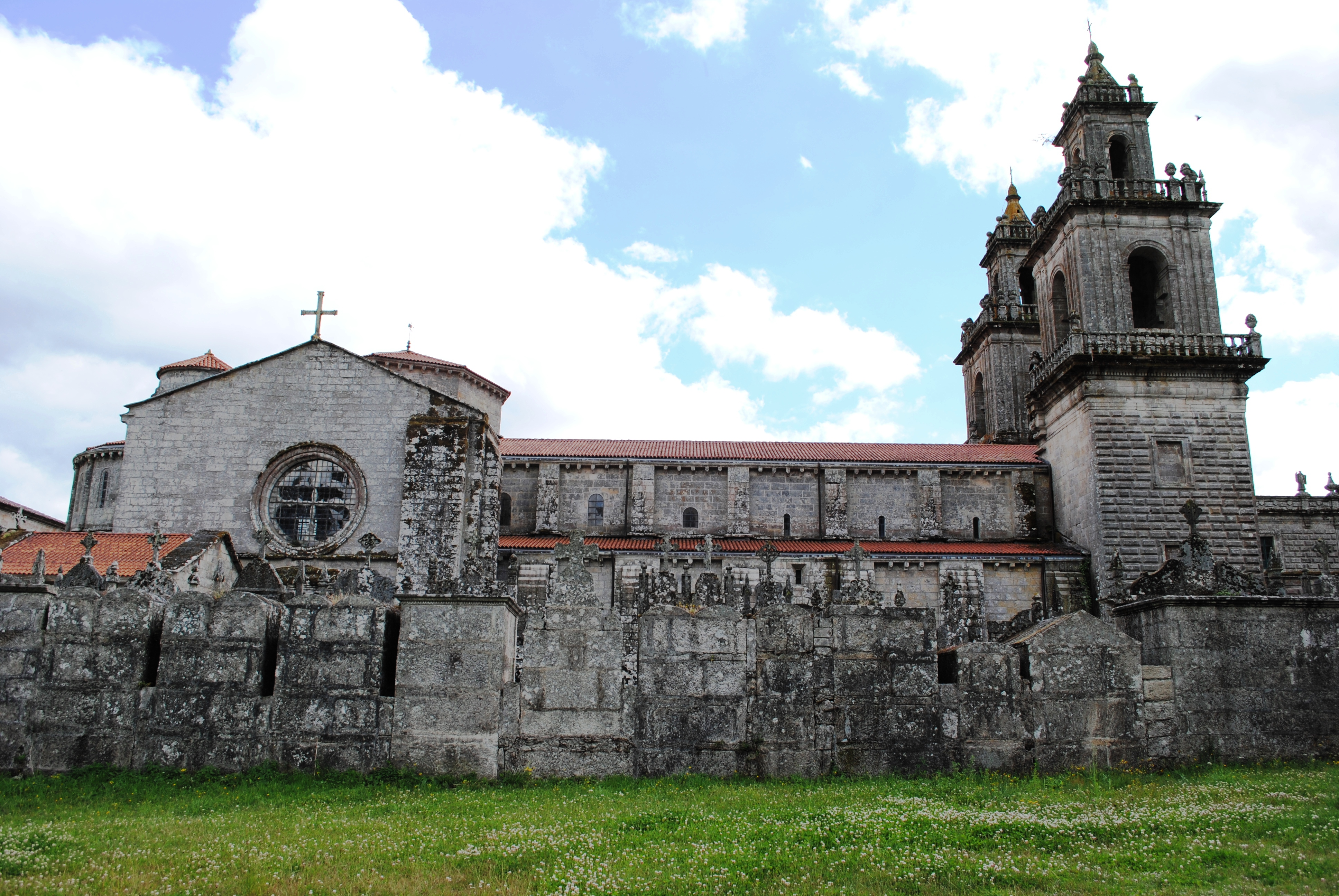
Abteikirche von Norden

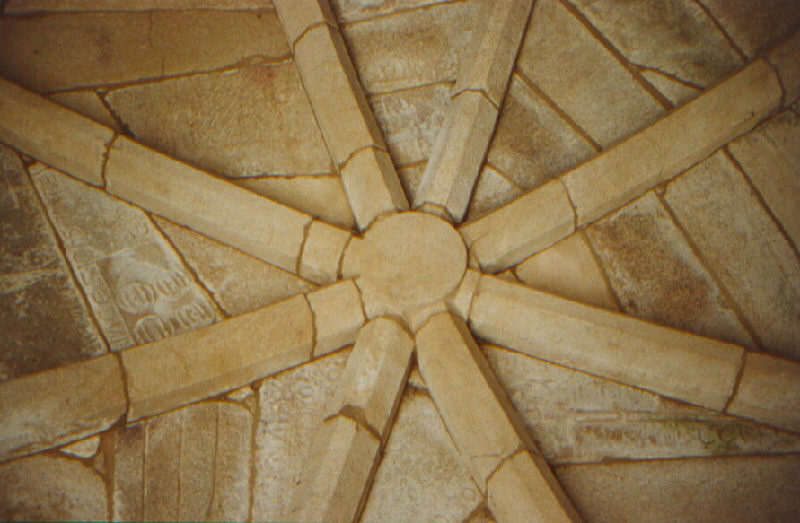
Detail des Inneren

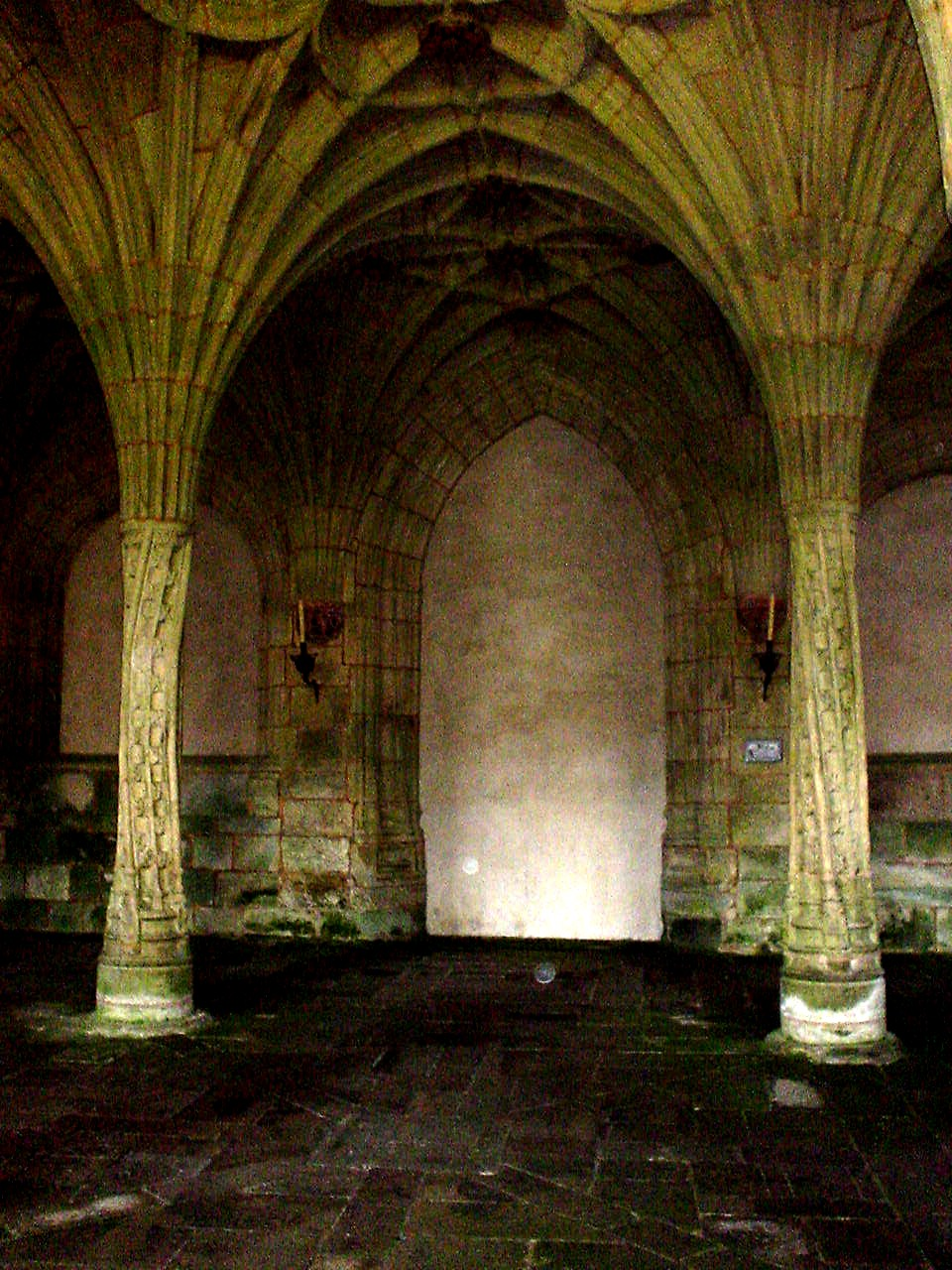
Kapitelsaal

Die Klosteranlage wird ob ihrer Größe auch als der Escorial Galiciens bezeichnet.

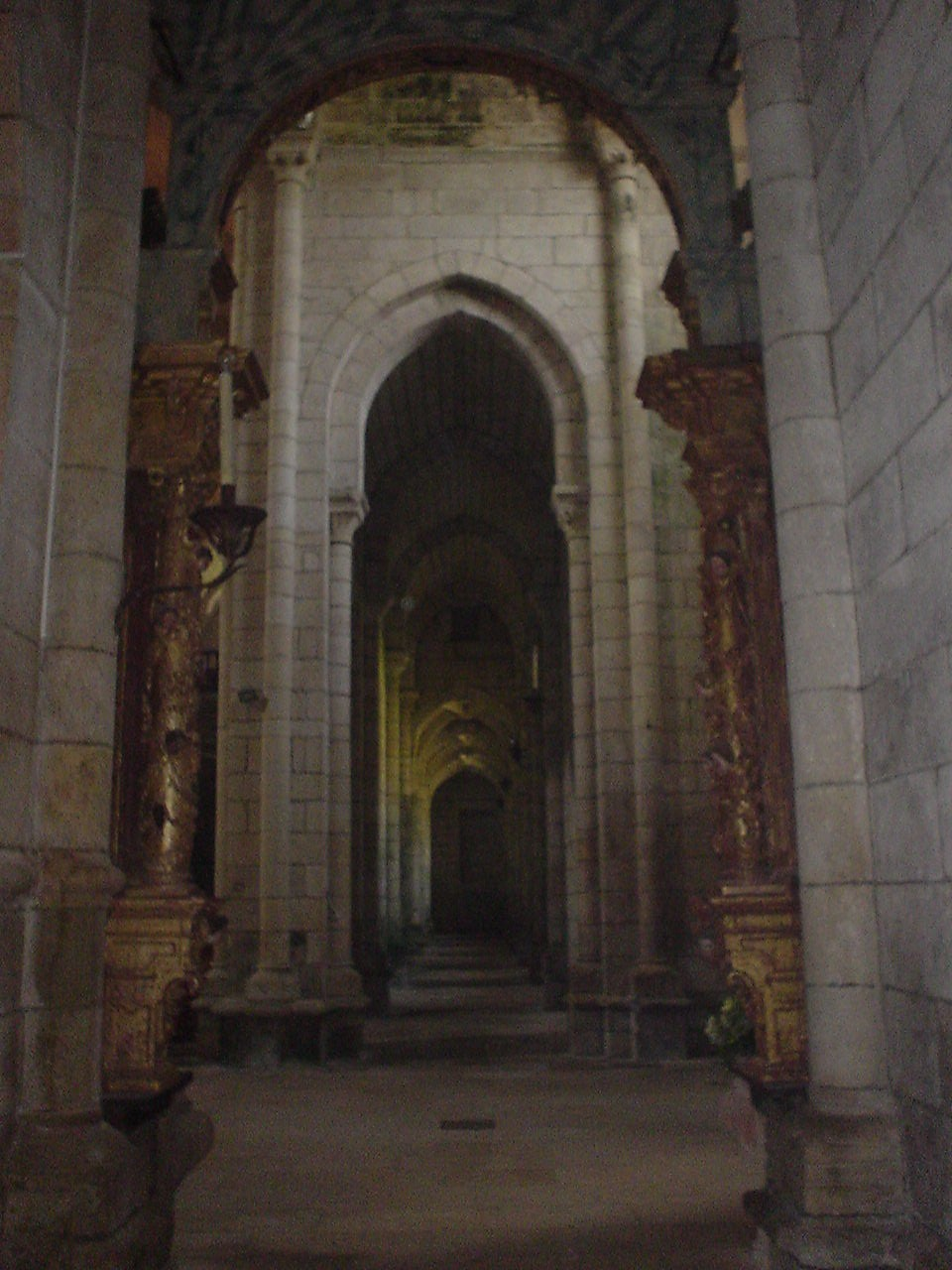
Nördliches Seitenschiff von Westen

Die kreuzförmige siebenjochige Klosterkirche mit ausladendem Querhaus und Umgangschor wurde im frühgotischen Stil um das Jahr 1200 begonnen und im Jahr 1239 geweiht. Das Langhaus ist von einer Spitztonne mit je einem Fenster je Joch auf beiden Seiten überwölbt. Die schmalen Seitenschiffe sind deutlich niedriger als das Mittelschiff, im Osten ebenfalls mit einer Spitztonne überwölbt, im Westen mit Kreuzrippengewölben. Im Westen ist eine spätgotische Empore eingebaut. Die Fassade des nördlichen Seitenschiffs weist eine Rosette auf. Nach einem Brand wurden um das Jahr 1700  die Fassade der Kirche mit Zwillingstürmen, die Altäre und große Teile des Klosters, darunter die Höfe Patio de los Caballeros und Patio de los Medallones  im Stil des Barock gestaltet. Der viersäulige Kapitelsaal mit gedrehten Palmettensäulen stammt aus der Zeit um 1600. Aus der Renaissance sind die Sakristei, die Küche, die Bischoftreppe und der Zinnenhof erhalten geblieben.